# Laure de La Raudière
Laure de La Raudière, née du Tillet le 12 février 1965 à Neuilly-sur-Seine (France), est une femme politique française. Sous les étiquettes Union pour un mouvement populaire, Les Républicains puis Agir, elle est députée de la troisième circonscription d'Eure-et-Loir de 2007 à 2021.
Elle est nommée présidente de l'Autorité de régulation des communications électroniques, des postes et de la distribution de la presse (Arcep) le 27 janvier 2021.

## Biographie
Laure du Tillet, entrée à l'École normale supérieure (Sciences 1984), obtient ensuite un diplôme d'ingénieur des télécoms à Télécom Paris.
Elle s'est mariée le 20 juillet 1991 avec Hubert Penin de La Raudière.

### Parcours politique
Elle est élue députée de la troisième circonscription d'Eure-et-Loir en 2007, réélue en 2012 et en 2017.
Soutien de Bruno Le Maire depuis juillet 2012 pour le congrès qui a lieu la même année, elle est engagée dans sa campagne pour la présidence de l’UMP, à l’automne 2014 puis dans celle de la primaire présidentielle des Républicains de 2016. En septembre 2016, elle est nommée avec cinq autres personnalités porte-parole de sa campagne de la primaire.
En mars 2015, elle est élue conseillère départementale du canton d'Illiers-Combray en tandem avec Bernard Puyenchet.
Elle est aussi conseillère municipale de Saint-Denis-des-Puits depuis juillet 2017, après avoir été maire de 2012 à 2017.
En janvier 2017, elle rejoint l'équipe projets de la campagne de François Fillon pour prendre en charge les sujets du numérique et l'enseignement supérieur.
Le 1er mars 2017, dans le cadre de l'affaire Fillon et après le départ de Bruno Le Maire de l'équipe de campagne de François Fillon, elle lâche à son tour le candidat LR à la présidentielle. Le 21 juin, elle rejoint le groupe Les Républicains constructifs, UDI et indépendants. Après sa réélection comme députée, le 27 juin 2017, elle est candidate à la présidence de l'Assemblée nationale ; elle recueille 34 voix et est battue dès le premier tour par François de Rugy.
En novembre 2017, elle participe à la création du parti dissident des Républicains Agir, la droite constructive et en 2020 au groupe parlementaire associé Agir ensemble.
Spécialiste reconnue des enjeux du numérique sur la société, elle s’exprime régulièrement sur ces sujets et présente, en 2018, aux côtés de Jean-Michel Mis, le rapport d'information sur les chaînes de blocs.
En janvier 2021, elle est choisie par Emmanuel Macron pour prendre la tête de l'Autorité de régulation des communications électroniques, des postes et de la distribution de la presse (Arcep) pour un mandat d'une durée de six ans.
Elle est réélue adjointe au maire de Saint-Denis-des-Puits le 22 décembre 2020 afin de pouvoir céder son siège de députée à son suppléant. 
Le 27 juin 2021, elle est réélue conseillère départementale d'Eure-et-Loir. 

#### Mandats
- Députée de la 3e circonscription d'Eure-et-Loir - élue le 17 juin 2007 en battant le candidat sortant François Huwart, maire (PRG) de Nogent-le-Rotrou avec 53,32 % des voix[14]
- Réélue députée le 17 juin 2012 en battant Harold Huwart candidat PRG, fils de François Huwart avec 52,58 % des voix
- Réélue députée le 18 juin 2017 en battant une seconde fois Harold Huwart, candidat PRG, fils de François Huwart avec 56,1% des voix
- Élue conseillère départementale en binôme avec Bernard Puyenchet le 29 mars 2015, à l'issue d'une élection triangulaire contre Caron/Dameron (FN), Jaulneau/Martins (PS) avec 44,04 % des voix
- Maire de Saint-Denis-des-Puits (canton de Courville-sur-Eure) de janvier 2012 à juillet 2017
- Conseillère municipale de Saint-Denis-des-Puits depuis juillet 2017 puis adjointe au maire depuis décembre 2020
- Vice-présidente de la communauté de communes du pays Courvillois entre mars 2008 et janvier 2016
- Membre du Conseil national du numérique d'avril 2013 à décembre 2017
- Membre du Comité d’orientation stratégique de Talan depuis juillet 2019[15].

#### Fonctions politiques
- Cofondatrice du parti politique Agir
- Vice-présidente du Comité National d'Action d'Agir depuis décembre 2017
- Membre du Conseil d'orientation de l'Institut Open Diplomacy depuis décembre 2018
- Membre du bureau politique des Républicains de mai 2015 à novembre 2017
- Secrétaire nationale de l'UMP chargée du numérique de 2011 à décembre 2014
- Secrétaire nationale de l'UMP chargée des médias, nouveaux médias et numérique de 2009 à 2011

### Cursus professionnel avant son élection
- Responsable du département Clientèle d’Affaires à la Direction régionale de Paris Sud de France Télécom (1990-1994).
- Directrice Grands comptes à la division Grands Comptes de France Télécom (1994-1997), responsable du groupe Crédit Lyonnais.
- Directrice départementale d’Eure-et-Loir de France Télécom (1997-2001).
- Associée dans une start-up créatrice de logiciels de datamining (2001-2002), Pertinence Data Intelligence.
- Associée, gérante de deux sociétés de conseil en réseaux et télécommunications auprès des grandes entreprises (2003-2010), dont Navigacom (2006-2010).

## Prises de position
En 2012, elle s'oppose au projet de loi concernant le mariage homosexuel en France.
Début février 2015, dans le cadre de la loi Macron, Laure de La Raudière co-signe un amendement avec 10 autres députés UMP visant à autoriser les chefs d'entreprises à licencier 10 personnes par an pour permettre aux PME d'alléger leurs charges en cas de difficultés économiques. Restent protégés les femmes enceintes ou en congé maternité ainsi que les salariés en congé parental ou bien de longue maladie.
En avril 2015, Laure de La Raudière lutte à l'assemblée nationale pour éviter l'adoption de mesures systématisant l'utilisation de deep packet inspection (« boîtes noires » chez les fournisseurs d'accès) par les services de sécurité intérieure français. En mai, elle vote contre le projet de loi relatif au renseignement au motif que le texte donne un pouvoir trop important au Premier ministre, permettant de couvrir « légalement » toute enquête administrative, avec un contrôle léger car pas véritablement indépendant de l'exécutif.
Fin octobre 2017, Laure de La Raudière relaie à l'Assemblée nationale, avec des députés LR, un amendement portant sur la fiscalité des entrepôts et fourni par le Medef et la Confédération des petites et moyennes entreprises,.

## Décoration

Blason de la famille Penin de la Raudière.

- Chevalière de la Légion d'honneur (2022)[21]

## Historique de la famille Penin de La Raudière
La famille Penin de La Raudière (belle-famille de Laure), est une famille d'ancienne bourgeoisie originaire du Poitou. Elle possédait la terre de La Raudière depuis le XVIIe siècle, dont elle conserve le nom, conformément au décret du 23 décembre 1916, obtenu par Henri Penin de La Raudière (1851-1932), maire de Plaisance.
Elle est issue de Pierre Penin (1598-1661), avocat et procureur du roi au siège présidial de Poitiers, et comprend notamment :
- René Penin (1628-1700), secrétaire de la Lieutenance du Poitou ;
- Jean Penin (1660-1738), avocat en Parlement et au siège présidial de Poitiers ;
- Jean-René Penin (1742-1809),  porte-enseigne des gardes du corps du roi Louis XVI, maire de Saint-Pierre-les-Églises.